# Yusuke Minagawa
Yusuke Minagawa (Tachikawa, Prefectura de Tòquio, Japó, 9 d'octubre de 1991) és un futbolista japonès que el 2014 disputà un partit amb la selecció del Japó.